# Johannes Vogelsang
Paul Johannes („Hans“) Vogelsang (* 11. Dezember 1892 in Ringethal, Amtshauptmannschaft Rochlitz; † 10. Januar 1987 in Leipzig) war ein deutscher Politiker (KPD/SED) und Widerstandskämpfer gegen den Nationalsozialismus. Er war Vorsitzender der SED-Bezirksparteikontrollkommission Leipzig.

## Leben
Vogelsang, Sohn von Ernst Julius Vogelsang (1861–1925) und Anna Marie, geb. Schlegel (1863–1943), lernte Baumwollspinner und war später als Textilarbeiter tätig. 1910 wurde er Mitglied der SPD. Von 1912 bis 1919 leistete er Militärdienst und war Matrose der Kaiserlichen Marine im Ersten Weltkrieg sowie Teilnehmer an der Novemberrevolution. Am 16. März 1918 heiratete er in Mittweida Marie Anna Hering (1889–1956). Im selben Jahr wurde eine Tochter geboren.
1919 gehörte er zu den Mitbegründern der KPD in Mittweida und war dort ab 1924 Stadtverordneter. Er wurde 1929 Leiter der Roten Hilfe Deutschlands (RHD) im Bezirk Erzgebirge-Vogtland, nach Fusion der drei sächsischen Bezirke war er 1929/1930 Sekretär der RHD für das Land Sachsen. Anfang 1931 ging er nach Moskau und war dort Vertreter des Zentralverbandes der RHD bei der Internationalen Roten Hilfe. 
Im Mai 1933 kehrte er illegal nach Deutschland zurück. Am 10. August 1933 wurde er in Berlin von der Gestapo verhaftet und blieb bis Mai 1934 in Schutzhaft, zuerst im KZ Sonnenburg und anschließend im KZ Lichtenburg. Im August 1935 wurde er erneut verhaftet und verblieb bis November 1936 im KZ Sachsenburg. Nach dem Beginn des Überfalls auf Polen war er nochmals für zehn Wochen in KZ-Haft, diesmal im KZ Buchenwald. Seine Firma, eine kriegswichtige Verbandswattefabrik in Mittweida, forderte ihn jedoch an. Nach dem Attentat vom 20. Juli 1944 war er von Juli bis November 1944 im KZ Sachsenhausen inhaftiert. Im Februar 1945 wurde er zum Volkssturm eingezogen, Vogelsang desertierte jedoch und traf am 9. Mai 1945 wieder in Mittweida ein. 
Von 15. Mai bis zum 8. September 1945 war er Bürgermeister von Mittweida. Anschließend übernahm er den Vorsitz der KPD im Kreis Döbeln und war dort von 1946 bis 1952 Erster Sekretär der SED-Kreisleitung. Von 1952 bis 1962 fungierte er als Vorsitzender der Bezirksparteikontrollkommission Leipzig der SED und zuletzt seit 1962 als Vorsitzender der Veteranenkommission der SED-Bezirksleitung Leipzig.
Nach seinem Tod wurde er in einem Ehrengrab auf dem Leipziger Südfriedhof beigesetzt.

## Auszeichnungen und Ehrungen
- Vaterländischer Verdienstorden in Silber (6. Mai 1955)
- Verdienstmedaille der DDR (1959)
- Banner der Arbeit (1962)[3]
- Karl-Marx-Orden (1972)[4]

- 1969 porträtierte Werner Tübke im Auftrag des Rats des Bezirks Leipzig Vogelsang (Bildnis Hans Vogelsang, Museum der bildenden Künste, Leipzig).
- 1973 wurde er zum Ehrenbürger der Stadt Mittweida ernannt[5].
- 1981 wurde er zum Ehrenbürger der Stadt Döbeln ernannt[6].
- Das Funk- und Funktechnische Störbataillon 18 der NVA in Böhlendorf trug seit 1988[7] den Ehrennamen „Johannes Vogelsang“.